# Erichthodes antonina
Espèce
Erichthodes antonina est une espèce de lépidoptères (papillons) de la famille des Nymphalidae et de la sous-famille des Satyrinae et du genre Erichthodes.

## Dénomination
Erichthodes antonina a été décrit par Cajetan Freiherr von Felder et Rudolf Felder en 1867 sous le nom initial de Neonympha antonina.
Synonyme : Euptychia erichtho Butler, 1867. 

## Description
Erichthodes antonina est un papillon dont le bord externe de l'aile antérieure est concave et l'angle anal de l'aile postérieure angulaire. Le dessus est de couleur marron.  
Le revers est marron avec deux très discrets petits ocelles à l'apex de l'aile antérieure et à l'aile postérieure une ligne de six gros ocelles cerclés de jaune et pupillés de blanc bleuté.

## Écologie et distribution
Erichthodes antonina est présent au Pérou, au Brésil, au Surinam, à Trinité-et-Tobago, au Surinam et en Guyane,.

### Biotope
Il réside en sous-bois.

### Protection
Pas de statut de protection particulier